# North Rona

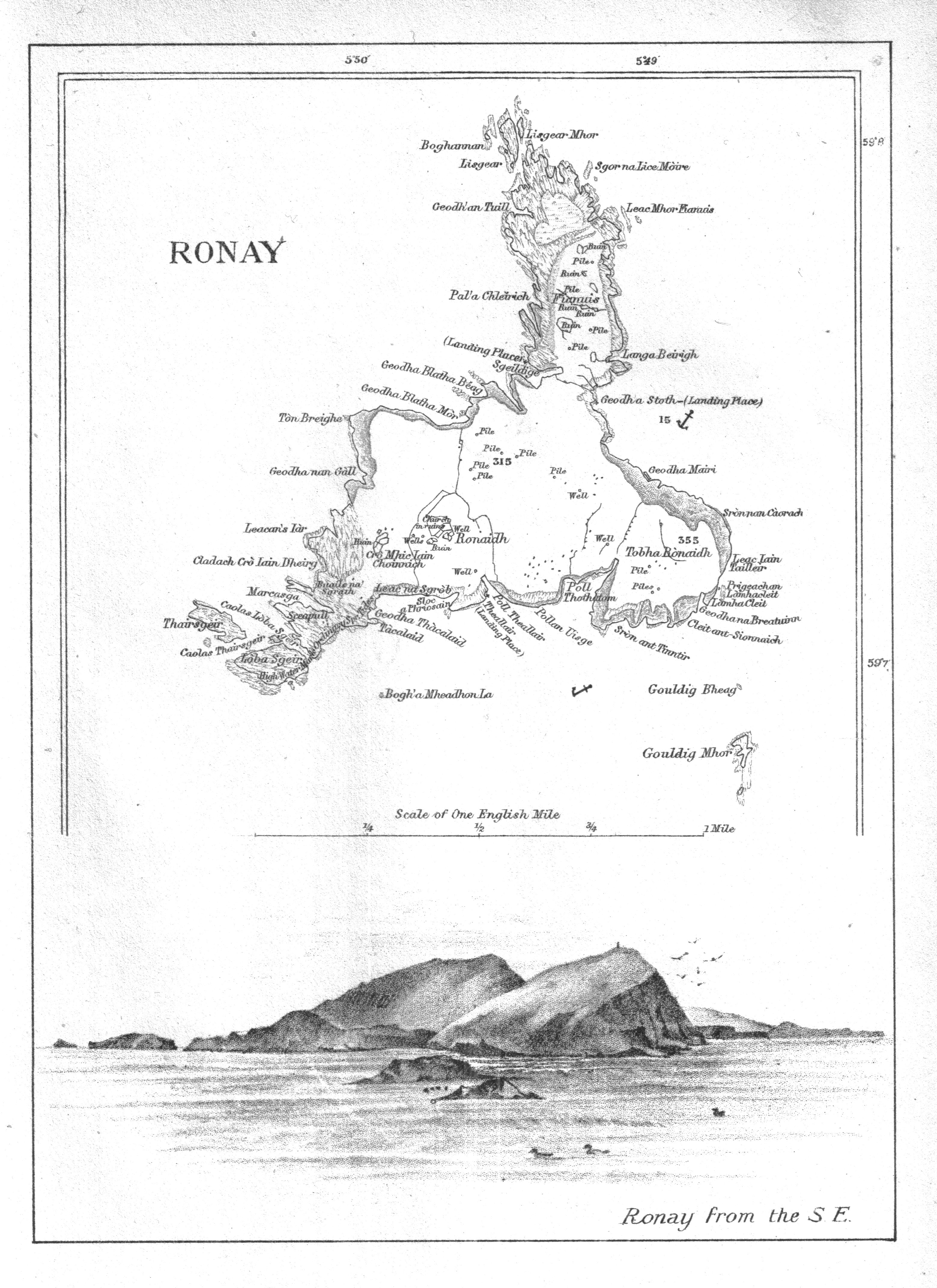
Mappa dell'isola

North Rona (nella Lingua gaelica scozzese Rònaigh) è una remota e disabitata isola scozzese nell'Oceano Atlantico settentrionale.
Rona è spesso citata come North Rona per distinguerla da South Rona un'altra piccola isola sita nelle Ebridi Interne.
L'isola occupa un'area di 109 ettari (pari a 270 acri) e l'altezza massina è di 108 metri sul livello del mare (354 piedi).
L'isola si trova a 71 chilometri (44 miglia) nord-nordest dal Butt of Lewis ed a 18 chilometri (11 miglia) ad est dall'isola di Sula Sgeir.
Più isolata di Saint Kilda Rona è l'isola più remota tra le isole dell'Arcipelago britannico ad essere disabitata.
Rona è anche il punto più vicino alle isole Fær Øer e, a causa della sua posizione e della sua dimensione, è spesso omessa nelle mappe del Regno Unito.